# Laghi della Cerviera
I laghi della Cerviera sono un gruppo di laghetti alpini (in numero variabile tra i 15 ed i 20, in base alla stagione ed alle precipitazioni) alimentati dalle acque provenienti dallo scioglimento delle nevi e dalle frequenti precipitazioni, che si trovano nella valle della Cerviera, ad una quota media di 2326 m s.l.m.
I principali di questi misurano una superficie rispettivamente di 5.100, 2.900 e 2.400 metri quadrati, mentre gli altri hanno estensione trascurabile e variabile.
Il sentiero più breve per raggiungerli parte da Valbondione, in provincia di Bergamo. Si sale fino al rifugio Curò percorrendo la carrabile che parte a nord del paese e, arrivati al rifugio, si costeggia il lago del Barbellino fino alla cascata sulla destra. Qui si imbocca il Sentiero Naturalistico Antonio Curò, si prosegue lungo la valle della Cerviera e si costeggia a sinistra un secondo salto d'acqua. Arrivati in cima al salto bisogna prendere il sentiero a destra, ovvero quello che attraversa il torrente, e salire verso l'altopiano a sinistra. Il sentiero non è molto battuto e l'erba copre la via il più delle volte, ma ci sono dei segnavia che indicano il percorso, tra l'altro molto agevole.
In fondo all'ultimo lago, ovvero quello più a ovest, si ha un piacevole panorama sulle Cascate del Serio, sul Pizzo Coca, sul Pizzo Redorta, sulla Punta Scais, sul Pizzo del Diavolo di Tenda e sul Monte Grabiasca.